# Holcolaetis
Genre
Holcolaetis est un genre d'araignées aranéomorphes de la famille des Salticidae.

## Distribution
Les espèces de ce genre se rencontrent en Afrique subsaharienne et au Yémen.

## Liste des espèces
Selon World Spider Catalog (version 26, 04/07/2025) :
- Holcolaetis albobarbata Simon, 1909
- Holcolaetis clarki Wanless, 1985
- Holcolaetis cothurnata (Gerstaecker, 1873)
- Holcolaetis spatulata Wawer & Wesołowska, 2025
- Holcolaetis strandi Caporiacco, 1940
- Holcolaetis vellerea Simon, 1909
- Holcolaetis xerampelina Simon, 1886
- Holcolaetis zuluensis Lawrence, 1937

## Systématique et taxinomie
Ce genre a été décrit par Simon en 1886 dans les Attidae.

## Publication originale
- Simon, 1886 : « Études arachnologiques. 18e Mémoire. XXVI. Matériaux pour servir à la faune des Arachnides du Sénégal. (Suivi d'une appendice intitulé: Descriptions de plusieurs espèces africaines nouvelles). » Annales de la Société Entomologique de France, sér. 6, vol. 5, p. 345-396 (texte intégral).